# Pfarrkirche Auwiesen (Linz)

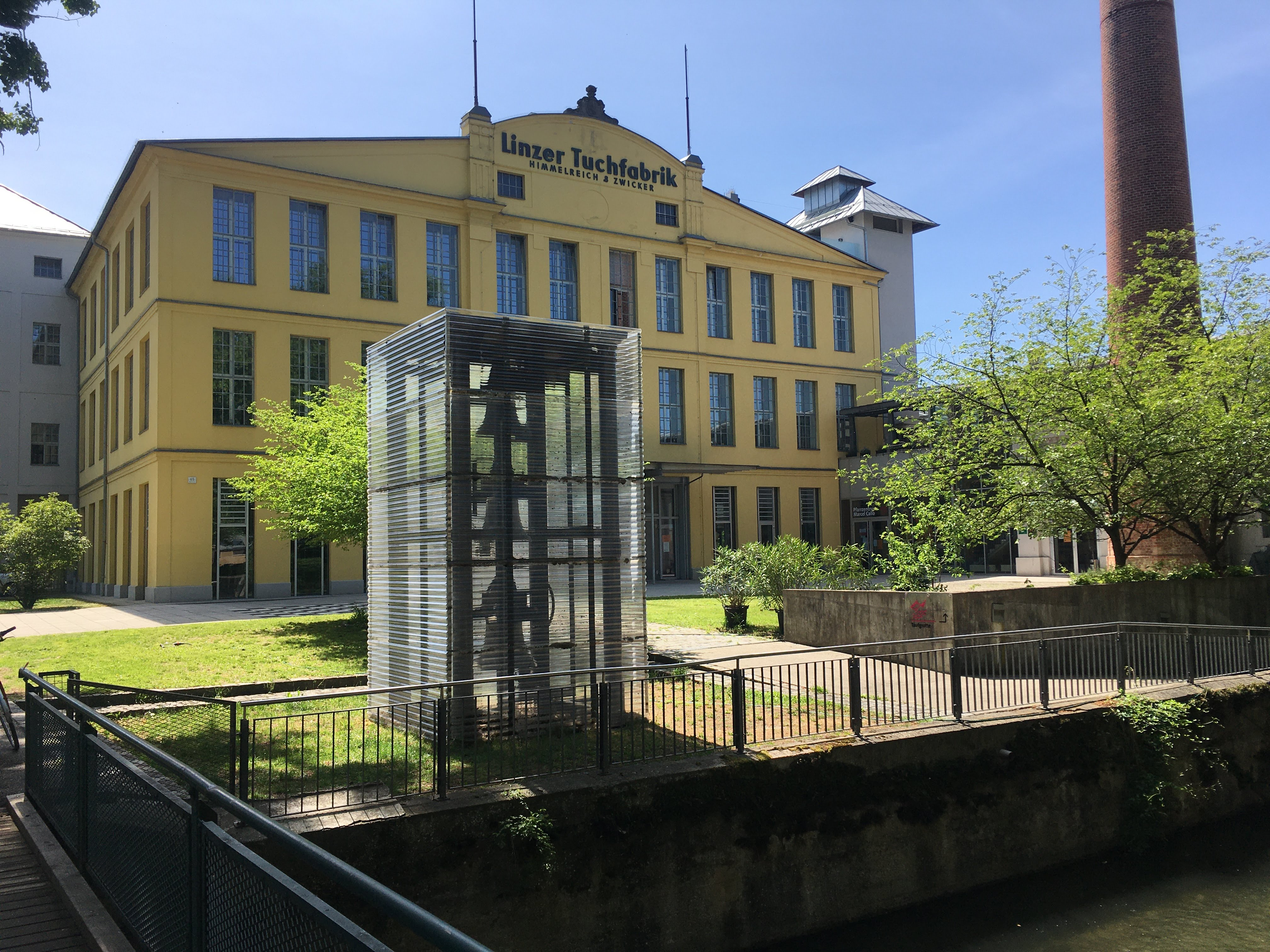
Pfarrkirche Marcel Callo mit dem freistehenden Geläute

Die Pfarrkirche Linz-Auwiesen steht im Linzer Stadtteil Kleinmünchen in Oberösterreich. Die römisch-katholische Pfarrkirche sel. Marcel Callo gehört zum Dekanat Linz-Süd in der Diözese Linz.

## Geschichte
Das 1908 erbaute Fabriksgebäude der ehemaligen Baumwollspinnerei Rädler (gegründet 1830) bzw. Linzer Tuchfabrik Himmelreich & Zwicker in der Schörgenhubstraße wurde im Jahr 1998 von Bernhard Schremmer, Helga Schremmer und Siegfried Jell zur Kirche mit Pfarrzentrum umgebaut. Die Glocken befinden sich außerhalb des Gebäudes neben dem Schlot. Die Kirche wurde am 6. Dezember 1998 von Bischof Maximilian Aichern geweiht.
Das Porträt Marcel Callos stammt von Peter Huemer, das Bild Mariä Verkündigung von Lydia Roppolt.